# Pastor Bonus

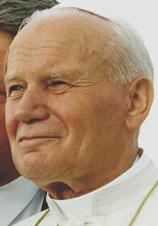
Paus Johannes Paulus II

Pastor Bonus (Latijn voor De goede Herder) is de apostolische constitutie waarmee paus Johannes Paulus II op 28 juni 1988 de hervorming van de Romeinse Curie afkondigde. In de constitutie worden sommige dicasterieën gesplitst dan wel samengevoegd, en worden alle onderafdelingen van de Romeinse Curie voorzien van een nieuwe en exacte taakomschrijving. In sommige gevallen voert de paus ook naamsveranderingen door bij verschillende onderafdelingen. De algemene tendens van de constitutie is het versterken van het centrale gezag van Rome.

## Inhoud
De constitutie begint met een begripsomschrijving van de Curie:

De Romeinse Curie is het geheel van Dicasterieën en van Instituten die de Paus behulpzaam zijn bij de uitoefening van zijn hoogste pastorale taak tot welzijn en ten dienste van de universele Kerk en van de particuliere Kerken, waardoor tevens de geloofseenheid en de communio van het volk Gods gesterkt wordt en de eigen zending van de Kerk in de wereld bevorderd wordt.

De constitutie wil daarnaast de band tussen Rome en de bisschoppenconferenties van de particuliere kerken versterken. Enerzijds tracht de paus dit te bereiken door de dienstverlening van de Curie aan de particuliere kerken te verbeteren, anderzijds door een sterke nadruk te leggen op het belang van Ad liminabezoeken.
Een belangrijke nieuwigheid was ook dat het lidmaatschap van de dicasterieën voortaan ook opengesteld zou worden voor priesters, diakens en leken.  Gedurende eeuwen konden alleen kardinalen deel uitmaken van de Dicasterieën, tot paus Paulus VI, ten gevolge van een vraag op het tweede Vaticaans Concilie naar een grotere collegialiteit, er ook bisschoppen tot leden benoemde. Pastor Bonus ging hier verder door vertegenwoordigers van alle gelovigen toe te laten een rol te spelen in het bestuur van de kerk.

## Herziening vanPastor Bonus
Op 13 april 2013 werd door paus Franciscus een Raad van Kardinalen, afkomstig uit elk werelddeel, ingesteld die de opdracht kreeg hem te adviseren over de inrichting van het bestuur van de Rooms-Katholieke Kerk en voorstellen te bestuderen om Pastor Bonus te herzien.
Op 19 maart 2022 promulgeerde paus Franciscus een apostolische constitutie, Praedicate Evangelium, waarin onder meer curiale (top)functies ook werden opengesteld voor niet geestelijken en voor zowel mannen als vrouwen. Deze constitutie trad in werking op 5 juni 2022 en heeft Pastor Bonus vervangen.